# Burg Ouren

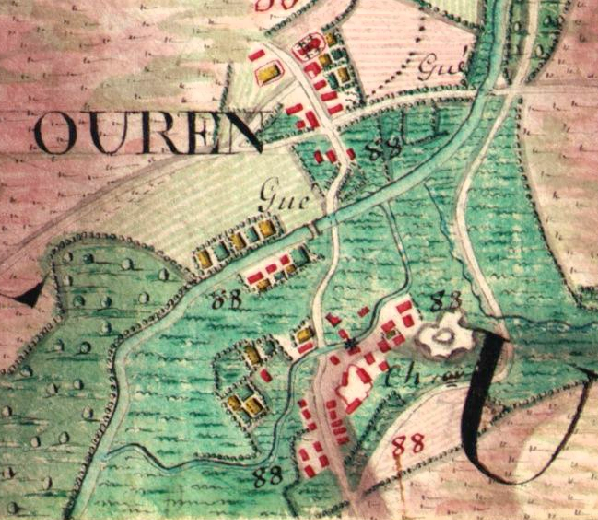
Schloss Ouren auf der Ferraris-Karte von 1777.

Die Burg Ouren ist die Ruine einer Höhenburg in Ouren im deutschsprachigen Teil Belgiens. Sie war der Stammsitz des edelfreien Geschlechts der Herren von Ouren.
Die ins 11. Jahrhundert zurückgehende Anlage war ursprünglich eine mehrteilige, befestigte Burgfestung mit einem Palas, einem Bergfried und einer Burgkapelle im höhergelegenen nördlichen Bereich des Burgbergs. Im tiefergelegenen südlichen Bereich lag die Vorburg mit den zur Burg gehörenden Wirtschaftsgebäuden. Im ausgehenden Mittelalter verlor die Burg sukzessive ihren fortifikatorischen Charakter zugunsten eines steigenden Wohnkomforts der adeligen Bewohner. Durch Umbauphasen 1535 und 1615 wurde der Wandel von einer Burg hin zu einem Schloss vollzogen. Eine erhalten gebliebene Umzeichnung eines verloren gegangenen Aquarells von Joseph-Ernest Buschmann (1814–1853) aus der Mitte des 19. Jahrhunderts zeigt die Anlage als – vermutlich romantisierte – barocke Schlossanlage. Nach der Zerstörung durch französische Revolutionstruppen 1794 wurde das Schloss unbewohnbar und nach 1845 nahezu vollständig abgebrochen.

## Lage und Topographie
Die Burgruine liegt im südlichen Teil Ostbelgiens, nahe der Grenze zu Luxemburg. Das Burgplateau befindet sich auf einem Schieferfelsen, der spornartig in das Ourtal vorspringt. Nach Norden, Westen und Osten wird der Burgberg von der Our umflossen. Der Zugang zum Burgplateau erfolgt über eine leichte Vertiefung im Süden. Beiderseits des Flusslaufs erstrecken sich überwiegend bewaldete Höhenzüge der Ostardennen mit Höhenlagen von circa 400 bis 539 Meter über Pegel Ostende (m O.P.)

## Geschichte
Der genaue Zeitpunkt der Gründung der Burg Ouren ist nicht überliefert. Das Geschlecht der edelfreien Herren von Ouren ist bereits ab dem 11. Jahrhundert urkundlich erwähnt. Die Burg als solche wird erstmals in einer Urkunde Ende des 12. Jahrhunderts (1190–1198) genannt, in der sich Heinrich von Sponheim seinen Anteil der Burg vom Trierer Erzbischof Johann I. belehnen ließ.

Wappen der Herren von Ouren aus dem Haus Malberg.

Nach dem Aussterben der männlichen Erblinie fallen Burg und Herrschaft 1365 durch Vermählung an das Haus Malberg. Im letzten Jahrzehnt des 14. Jahrhunderts war die Burg dem Trierer Erzbischof Werner von Falkenstein verpfändet.  Als Folge dessen wurde die Burg während einer Fehde zwischen dem Erzbischof und den Herren von Aremberg 1394 von Eberhard von der Mark und dessen Sohn Johann belagert und schließlich besetzt, jedoch im gleichen Jahr von den Soldaten des Erzbischofs wieder zurückerobert. Burg und Herrschaft Ouren blieben bis 1517 im alleinigen Besitz des Hauses Malberg.
Ebenfalls durch Vermählung wurden Burg und Herrschaft 1517 zwischen den Häusern Malberg und Giltingen geteilt. Der Besitz wurde 1614 gerichtlich angefochten, da auch Gerhard von der Horst, der seit 1583 mit der Tochter Gerhards von Malbergs vermählt war, Anspruch auf den Titel erhob.
Im 17. Jahrhundert kamen Burg und Herrschaft in den Besitz einer Familie von Ouren, die sich als Herren von Ouren, Tavigny, Limbach und Feilen bezeichnete. 1680 verpachtete dessen Sohn Johann Franz Ignaz von Ouren Burg und Herrschaft an Peter de la Branche. 1690 wurde der Pachtvertrag um weitere sechs Jahre verlängert.
Mit der Vermählung von Maria Sidonie von Ouren (* 1643) mit Johann Lambert von Dobbelstein wird der Besitz erneut geteilt. Nach dem Tod Veronikas von Ouren, der Witwe Johann Franz Ignaz’ von Ouren, fallen Burg und Herrschaft nach 1733 gänzlich an das Haus Dobbelstein. Mit Karl August von Dobbelstein starb auch diese Linie aus.
Zuletzt war die Burg Ouren im Besitz des Freiherrn von Taverne.
Die Zerstörung des Schlosses erfolgte durch französische Revolutionstruppen. 1798 verschanzten sich Aufständische während des sogenannten Klöppelkriegs  in den Ruinen. Schloss Ouren wurde 1844 und 1845 zweimal auf Abbruch versteigert und schließlich niedergelegt.
Die einzige bekannte Darstellung von Schloss Ouren ist eine Federzeichnung nach einem verloren gegangenen Aquarell von Joseph-Ernest Buschmann aus der ersten Hälfte des 19. Jahrhunderts.

## Die Burgruine heute

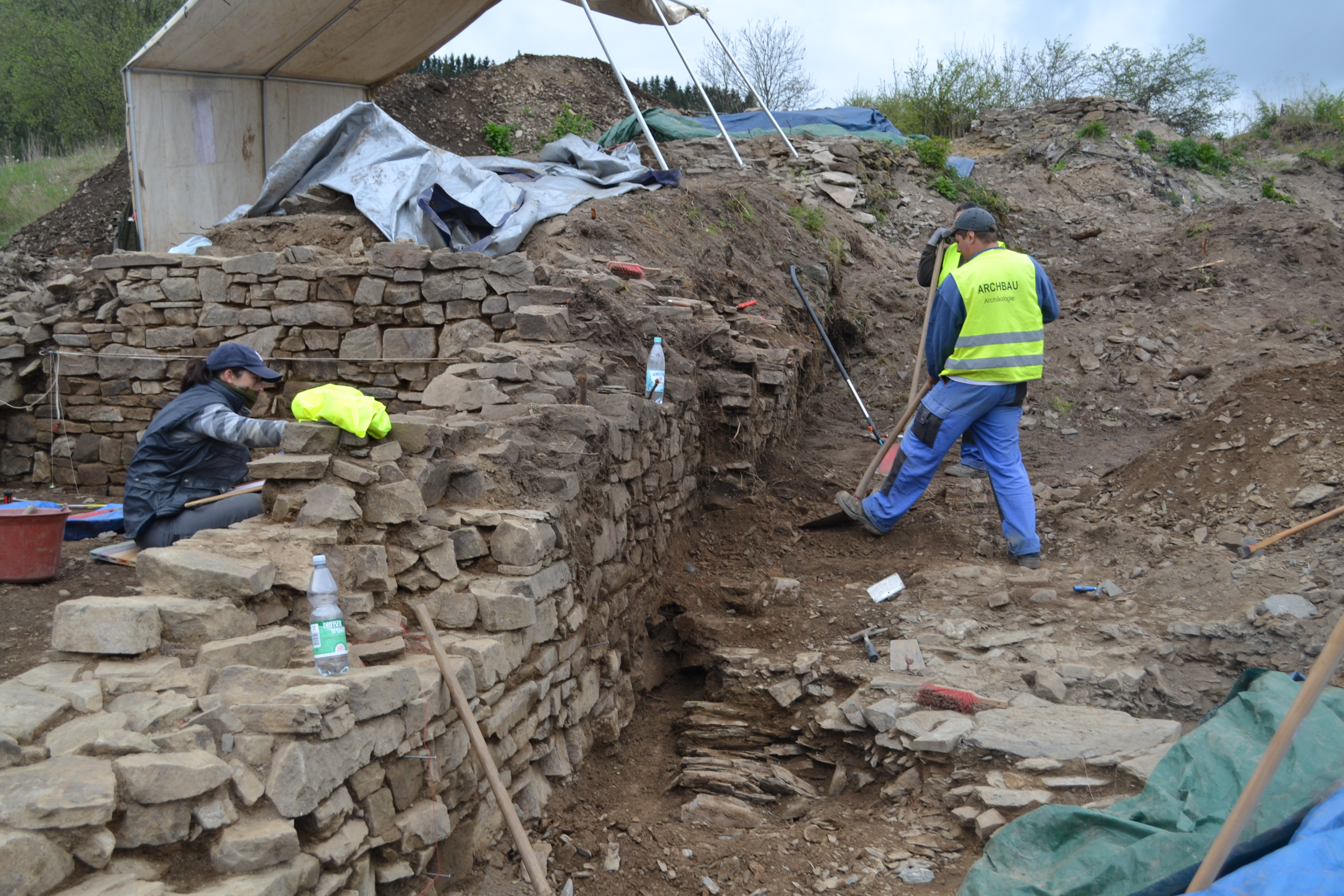
Ausgrabungen der DG Archäologie auf dem Burgberg von Ouren im Frühjahr 2014.

Die ehemalige Burg ist heute ein Bodendenkmal. Obertägig sind nur noch einzelne Fundamentreste und Teile der ehemaligen Umfassungsmauer erhalten. Aufgrund der dürftig erhaltenen Schriftquellen sind Erkenntnisse über Baugeschichte und historischer Entwicklung der Burg und des Ortes nur mit archäologischen Methoden zu erzielen.
Von 2013 bis 2015 führte der Archäologische Dienst der Deutschsprachigen Gemeinschaft Belgiens Ausgrabungen auf dem Burghügel durch. Vorausgegangen waren oberflächliche und wenig dokumentierte Nachforschungen der Société Archéologique du Sillon Mosan (S.O.S. fouilles) im Herbst 1988 und im Januar 1989.